# Andenoniscus schmalfussi
Andenoniscus schmalfussi är en kräftdjursart som beskrevs av Klaus Ulrich Leistikow 1999. Andenoniscus schmalfussi ingår i släktet Andenoniscus och familjen Philosciidae. Inga underarter finns listade i Catalogue of Life.